# محمد مار
محمد مار (انگلیسی: Mohamed Mara؛ زادهٔ ۱۲ دسامبر ۱۹۹۶) بازیکن فوتبال اهل گینه است.
از باشگاه‌هایی که در آن بازی کرده‌است می‌توان به باشگاه فوتبال پاریس و باشگاه فوتبال لوریان اشاره کرد.
وی همچنین در تیم ملی فوتبال گینه بازی کرده‌است.